# ريان فالوفيلد
ريان فالوفيلد (بالإنجليزية: Ryan Fallowfield)‏ هو لاعب كرة قدم بريطاني في مركز ظهير، ولد في 3 يناير 1996 في كينغستون أبون هال في المملكة المتحدة. لعب مع نادي هاروجيت تاون وهال سيتي.

## وصلات خارجية
- ريان فالوفيلد على موقع قاعدة بيانات كرة القدم.إي يو (الإنجليزية)
- ريان فالوفيلد على موقع Soccerway.com (الإنجليزية)
- ريان فالوفيلد على موقع عالم كرة القدم.نت (الإنجليزية)